# Peter Heisch
Peter Heisch (* 10. November 1935 in Offenburg; † 26. Januar 2019) war ein schweizerischer Schriftsteller, Satiriker und Korrektor.

## Leben
Heisch wuchs im badischen Offenburg auf. Von 1949 bis 1953 absolvierte er eine Lehre zum Maschinensetzer beim Offenburger Tageblatt. 1958 zog er nach Zürich und 1959 nach Schaffhausen, wo er als Korrektor arbeitete. Von 1992 bis 2000 war er Chefkorrektor der «Schaffhauser Nachrichten».
Heisch war überdies als Kolumnist für die Satirezeitschrift «Nebelspalter» (ab 1958), die «Weltwoche», den Zürcher «Tages-Anzeiger» und sein Hausblatt «Schaffhauser Nachrichten» tätig. Von 2002 bis 2006 war er Vorstandsmitglied des Schweizerischen Vereins für die deutsche Sprache (SVDS). Heisch war auch als Schriftsteller tätig und veröffentlichte mehrere Bücher.
Sein Sohn ist der Musiker Michael Heisch (* 1963).

## Schriften (Auswahl)
- Zollfibel. Rat- und Trostbüchlein beim Grenzübergang. Rosgarten-Verlag, Konstanz 1964.
- Schelme, Schmuggler, Sünder. Schnurrpfeifereien vom Bodensee zum Oberrhein. Rosgarten-Verlag, Konstanz 1969.
- Rundum positiv. Das Buch der guten Nachrichten. Rowohlt, Reinbek 1989, ISBN 3-499-12317-7.
- Beim Wort genommen. Randnotizen zur deutschen Sprache. Meier, Schaffhausen, ISBN 3-85801-141-X.
- Worthülsenfrüchte. 83 Sprachbetrachtungen. Friedrich Reinhardt, Basel 2009, ISBN 978-3-7245-1615-6.